# Čerchov
Čerchov är ett berg i Tjeckien. Det ligger bergsområdet Český les i regionen Plzeň, i den västra delen av landet. Toppen på Čerchov är 1 042 meter över havet.